# Scheloribates flagellatus
Scheloribates flagellatus är en kvalsterart som beskrevs av Wallwork 1966. Scheloribates flagellatus ingår i släktet Scheloribates och familjen Scheloribatidae. Inga underarter finns listade i Catalogue of Life.